# Nuoto ai XIX Giochi asiatici - 50 metri rana femminili
La gara dei 50 metri rana femminili di nuoto ai XIX Giochi asiatici si è svolta il 24 settembre 2023, durante i XIX Giochi asiatici, presso l'Hangzhou Olympic Sports Expo Center.

## Podio
| Pos.    | Atleta          | Nazione   |
| ------- | --------------- | --------- |
| Oro     | Tang Qianting   | Cina      |
| Argento | Satomi Suzuki   | Giappone  |
| Bronzo  | Siobhán Haughey | Hong Kong |

## Record
Prima della manifestazione il record del mondo (RM), il record asiatico (AS) e il record dei giochi (RC) erano i seguenti.
|  | 29"16 | Rūta Meilutytė | 30 luglio 2023 Fukuoka  |
|  | 30"08 | Tang Qianting  | 29 luglio 2023 Fukuoka  |
|  | 30"83 | Satomi Suzuki  | 23 agosto 2018 Giacarta |

Durante la competizione è stato migliorato il seguente record:
|  | 29"82 | Tang Qianting |

## Programma
| Data              | Ora (UTC+8) | Turno    |
| ----------------- | ----------- | -------- |
| 24 settembre 2024 | 11:08       | Batterie |
| 24 settembre 2024 | 20:32       | Finale   |

## Risultati

### Batterie
| Pos. | Batteria | Atleta                | Nazionalità   | Tempo | Note |
| ---- | -------- | --------------------- | ------------- | ----- | ---- |
| 1    | 2        | Tang Qianting         | Cina          | 29"92 | Q    |
| 2    | 4        | Siobhán Haughey       | Hong Kong     | 30"46 | Q    |
| 3    | 4        | Satomi Suzuki         | Giappone      | 30"53 | Q    |
| 4    | 3        | Reona Aoki            | Giappone      | 30"95 | Q    |
| 5    | 4        | Yang Chang            | Cina          | 31"04 | Q    |
| 6    | 3        | Letitia Sim           | Singapore     | 31"22 | Q    |
| 7    | 2        | Adelaida Pchelintseva | Kazakistan    | 31"28 | Q    |
| 8    | 6        | Jenjira Srisa Ard     | Thailandia    | 31"58 | Q    |
| 9    | 3        | Kim Hye-jin           | Corea del Sud | 31"63 |      |
| 10   | 2        | Chen Pui Lam          | Macao         | 31"83 |      |
| 11   | 4        | Phee Jinq En          | Malaysia      | 31"97 |      |
| 12   | 2        | Christie Chue         | Singapore     | 32"00 |      |
| 13   | 4        | Thanya Dela Cruz      | Filippine     | 32"06 |      |
| 14   | 2        | Ko Ha-ru              | Corea del Sud | 32"09 |      |
| 15   | 2        | Lin Pei-wun           | Taipei cinese | 32"15 |      |
| 16   | 4        | Lam Hoi Kiu           | Hong Kong     | 32"33 |      |
| 17   | 1        | Valerie Tarazi        | Palestina     | 33"02 |      |
| 18   | 3        | Nguyen Thuy Hien      | Vietnam       | 33"53 |      |
| 19   | 3        | Saovanee Boonamphai   | Thailandia    | 33"77 |      |
| 20   | 3        | Vorleak Sok           | Cambogia      | 33"99 |      |
| 21   | 4        | Marina Abushamaleh    | Palestina     | 34"01 |      |
| 22   | 3        | Altangerel Myadagmaag | Mongolia      | 38"08 |      |
| 23   | 1        | Uuganbayar Misheel    | Mongolia      | 39"23 |      |
| 24   | 4        | Hamna Ahmed           | Maldive       | 41"24 |      |
| 25   | 1        | Een Abbas Shareef     | Maldive       | 43"83 |      |

### Finale
| Pos. | Atleta                | Nazionalità | Tempo | Note |
| ---- | --------------------- | ----------- | ----- | ---- |
|      | Tang Qianting         | Cina        | 29"96 |      |
|      | Satomi Suzuki         | Giappone    | 30"14 |      |
|      | Siobhán Haughey       | Hong Kong   | 30"36 |      |
| 4    | Yang Chang            | Cina        | 30"94 |      |
| 5    | Adelaida Pchelintseva | Kazakistan  | 31"04 |      |
| 6    | Reona Aoki            | Giappone    | 31"05 |      |
| 7    | Letitia Sim           | Singapore   | 31"15 |      |
| 8    | Jenjira Srisa         | Thailandia  | 31"25 |      |